# 22 de febrer
El 22 de febrer és el cinquanta-tresè dia de l'any del calendari gregorià. Queden 312 dies per a finalitzar l'any i 313 en els anys de traspàs.

## Esdeveniments
Països Catalans
- 1923 - Barcelona: Albert Einstein visita la ciutat, convidat pel científic Esteban Terradas i Illa, com a part dels Cursos Monogràfics d'Alts Estudis i d'Intercanvi organitzats per la Mancomunitat de Catalunya i dirigits per Rafael de Campalans.[1]
- 1931 - Barcelona: Francesc Macià torna de Bèlgica, on s'havia exiliat a causa dels fets de Prats de Molló.
- 1993 - Martorell: s'hi inaugura la nova fàbrica de SEAT.[2]

Resta del món
- 1819 - Estats Units: els Estats Units i Ferran VII d'Espanya signen el Tractat d'Adams-Onís en el qual s'estableix la frontera entre el virregnat de Nova Espanya i l'estat americà.
- 1938 - Terol: acaba la batalla de Terol amb victòria franquista. Va començar el dia 15 de desembre del 1937.
- 1979 - Saint Lucia: s'independitza del Regne Unit.
- 1997 - Edimburg (Escòcia): un grup de genetistes de l'Institut Roslin, dirigits per Ian Wilmut, anuncien que el 5 de juliol de 1996 van aconseguir de fer néixer el primer mamífer clònic, una ovella anomenada Dolly.[3]
- 2004 - Roma: Fundació del Partit Verd Europeu.

## Naixements
Països Catalans
- 1883 - Barcelona: Manolita Piña de Rubies, xilògrafa i pintora noucentista catalana (m. 1994).[4]
- 1890 - Barcelona, Barcelonès: Joan Massià i Prats, violinista i compositor català (m. 1969).
- 1943 - Barcelona: Carme Sansa i Albert, actriu catalana.[5]
- 1944 - Puig-reig, Berguedà: Sílvia Alcàntara, escriptora catalana.[6]
- 1955 - Barcelona: Rosa Vergés i Coma, directora de cinema.[7]
- 1981 - València: Gala Pin Ferrando, política i activista veïnal, llicenciada en filosofia, ha estat regidora a l'Ajuntament de Barcelona.[8]
- 1985 - Barcelona, Barcelonès: Valero Rivera i Folch, jugador d'handbol català.

Resta del món
- 1160 - Gavignano, Estats Pontificis: Innocenci III papa del 1198 al 1216.[9]
- 1732 - Westmoreland, Amèrica britànica: George Washington, polític estatunidenc, 1r president dels Estats Units d'Amèrica.
- 1765 - Göttingen: Meta Forkel-Liebeskind, escriptora i traductora alemanya, una de les Universitätsmamsellen (m. 1853).[10]
- 1840 - Deutz (actual Colònia) Alemanya: August Bebel, polític i escriptor alemany (m. 1913).[11]
- 1857 - Londres, Anglaterra: Robert Baden-Powell, 1r baró Baden-Powell, militar i escriptor anglès, tinent general de l'exèrcit britànic i fundador del moviment escolta.
- 1877 - Pittsburgh (Pennsilvània) Maurice Costello. Actor de teatre i de cinema mut.[12]
- 1883 - Avondale, Ohio: Marguerite Clark actriu de teatre i cinema mut estatunidenca (m. 1940).[13][14]
- 1884 - 
  - Waterville (Maine): Lew Cody, actor de teatre i de cinema, especialment del cinema mut (m. 1946).[15]
  - Tòquio: Tamaki Miura, cantant d'òpera japonesa cèlebre intèrpret de Madama Butterfly (m. 1934).[16]
- 1889 - Chesterfield: Olave Baden-Powell, cap del guiatge, el moviment escolta per a noies (m. 1977).[17]
- 1890 - Hinojosas de Calatrava, Ciudad Real: Leonor Serrano, mestra i advocada, defensora dels drets de les dones (m. 1942).[18]
- 1900 - Calanda, Espanya: Luis Buñuel, director de cinema espanyol.
- 1907 - Chicago, Estats Units: Robert Young, actor estatunidenc.
- 1914 - Catanzaro, Itàlia: Renato Dulbecco, biòleg italià, Premi Nobel de Medicina o Fisiologia de 1975.
- 1915 - 
  - Chicago, Estats Units: Dan Seymour, actor estatunidenc.
  - El Caire, Egipte: Tahia Carioca, actriu i ballarina de dansa del ventre (m.1999).
- 1917 - Nova York, Estats Units: Jane Bowles, escriptora nord-americana (m. 1973).[19]
- 1920 - San Giorgio di Piano, Bolonya: Giulietta Masina, actriu italiana (m. 1994).[20]
- 1923 - Bolonya: Gigliola Frazzoni (m. 2016) soprano italiana.
- 1936 - York, Estats Units: John Michael Bishop, immunòleg i microbiòleg estatunidenc, Premi Nobel de Medicina o Fisiologia de 1989.
- 1937 - Nova York: Joanna Russ, escriptora i activista feminista, autora d'obres de ciència-ficció, fantasia i crítica feminista (m. 2011).[21]
- 1943 - Skierbieszów, Polònia: Horst Köhler, polític i economista alemany, president d'Alemanya.
- 1946 - Sevilla, Andalusia: Cristina Alberdi, política i advocada andalusa que fou Ministra d'Assumptes Socials.[22]
- 1949 -
  - Grenoble, França: Bruno Saby, pilot de ral·lis francès.
  - Viena, Àustria: Niki Lauda, pilot de fórmula 1 i empresari austríac (m. 2019).
- 1950 - 
  - París: Miou-Miou (de nom real, Sylvette Herry), actriu francesa.[23]
  - Smethwick, West Midlands, actriu i novel·lista anglesa, dues vegades nominada a l'Oscar.[24]
- 1953 - Londres, Anglaterra: Nigel Planer actor i novel·lista britànic.
- 1962 – Essendon, Victòria, Austràlia: Steve Irwin, naturalista Australià (m. 2006).
- 1984 - Odense, Dinamarca: Johanne Schmidt-Nielsen, política danesa.[25]
- 1985 - Osca: Mamen Moreu, dibuixant de còmic espanyola.

## Necrològiques
Països Catalans
- 945: Cixilona de Barcelona, abadessa de Santa Maria del Camí.[26]
- 1927 - Sabadell: Francesc de Paula Bedós i Arnal, metge, escriptor i bibliòfil català.
- 1938 - Barcelona: Miquel Llobet i Solés, compositor i guitarrista català (59 anys).
- 1985 - Barcelona: Salvador Espriu, escriptor en català (71 anys).[27]
- 2009 - València: Carmelina Sánchez-Cutillas i Martínez del Romero, historiadora, novel·lista i poetessa valenciana (n. 1921).[28]
- 2015 - Barcelona: Montserrat Mainar i Benedicto, esmaltadora catalana (n. 1928).[29]
- 2021 - Museros (L'Horta Nord)ː Vicent Ruiz Sanfélix, el Xato de Museros, pilotaire valencià, considerat el millor punter i mitger de la història (n. 1932).[30]
- 2023 - Blanes: Maria Dolors Oms i Bassols, alcaldessa de Blanes (n. 1940).[31]
- 2024:
  - Joaquim Mallafrè i Gavaldà, traductor i lingüista català (n. 1941).[32]
  - Palma: Jeroni Albertí i Picornell, polític mallorquí (n. 1927).[33]

Resta del món
- 1297, Laviano, prov. de Salern: Margherita da Cortona, penitent italiana pertanyent al Tercer Orde Franciscà Seglar (n. 1247).[34]
- 1726, la Corunya, Galícia: Antoni de Villarroel, militar defensor de Barcelona durant el setge de 1714 (69 anys).
- 1760, Leipzig: Anna Magdalena Bach, cantant i compositora del segle xviii.[35]
- 1799, Pequín, Xina: Heshen, oficial de la Cort de l'emperador Qianlong (n. 1750).[36]
- 1896, París: Abel Hovelacque, antropòleg, lingüista i polític francès.
- 1913, Vufflens-le-Château, Morges: Ferdinand de Saussure, lingüista suís (n. 1857).[37]
- 1932, Berlín: Johanna Gadski, cantant prussiana.[38]
- 1939, Cotlliure, Rosselló: Antonio Machado, poeta espanyol de la Generació del 98 (64 anys).[39]
- 1942, Petròpolis, estat de Rio de Janeiro, Brasil): Stefan Zweig, escriptor i pacifista austríac, en suïcidar-se amb la seva muller Lotte Zweig (60 anys).
- 1943, Múnic, Tercer Reich), Hans i Sophie Scholl, estudiants i resistents, executats pels nazis.
- 1973, Hythe: Elisabeth Bowen, escriptora irlandesa en llengua anglesa (n. 1899).[40]
- 1986, Guidel, Françaː Jacques Pâris de Bollardière, militar francès i figura de la no-violencia.[41]
- 1987, Nova York, EUA: Andy Warhol, pintor, figura central del corrent artístic del pop art.[42]
- 1989, San Diego, Califòrnia: Sándor Márai escriptor hongarès (88 anys).[43]
- 2006, 
  - Istanbulː Suzan Kahramaner, una de les primeres matemàtiques turques (n. 1913).[44]
  - Heidelberg: Hilde Domin, poeta, escriptora i traductora alemanya (n. 1909).[45]
- 2009, Milà, Itàlia: Candido Cannavò, periodista i director de La Gazzetta dello Sport.
- 2012, Homs, Síria: Marie Colvin, reportera de guerra al The Sunday Times (n. 1956).[46]
- 2018:
  - Madrid: Antonio Fraguas de Pablo (Forges) humorista gràfic espanyol (76 anys).
  - Stanford, Califòrnia (EUA): Richard Edward Taylor, físic canadenc, Premi Nobel de Física de l'any 1990 (n. 1929).

## Festes i commemoracions

### Santoral[47]

#### Església Catòlica[48]
- Sants al Martirologi romà (2011): Càtedra de Sant Pere; Pàpies de Hieràpolis, bisbe (130); Pascasi de Viena del Delfinat, bisbe (312); Maximià de Ravenna, bisbe (556); Margarida de Cortona, terciària i mística (1297).
  - Beats: Elisabet de França i Castella, princesa (1270); Diego Carvalho, monjo i màrtir (1624); Émilie d'Oultremont, fundadora de les Germanes de Maria Reparadora (1878).
- Sants: Abili d'Alexandria, patriarca (ca. 98); Aristó de Salamina, un dels 72 deixebles (s. I); Telassi, Limneu i Baradat, monjos (s. V); Màrtirs d'Aràbia sota Galeri Maximià; Elwin (s. VI); Ingar de Trégor, eremita (s. VI); Atanasi de Nicomèdia, abat (ca. 818); Joan el Saxó, abat d'Athelingay i màrtir (895); Rainier de Beaulieu, monjo (ca. 967).
- Beats: Angelo Portasole, bisbe d'Iglesias (1334); Giovanna Maria Bonomo, abadessa (1670).
- Venerables: Marhold d'Indersdorf, germà llec agustí (1172).
- Servents de Déu: Francesc Sagrera i Riera, escolapi.
- A l'Orde del Cister: sant Pere Damià.

#### Església Copta
- 15 Meixir: Quaranta Màrtirs de Sebaste (320); Pafnuci d'Egipte, bisbe de Tebes (360); Satxarja, profeta.

#### Església Apostòlica Armènia
- 3 Mehec: sants Victorí, Víctor, Nicèfor, Claudi, Teodor, Serapió i Pàpias de Corint, màrtirs (250); Nicèfor d'Antioquia, màrtir (257)

#### Església Ortodoxa (segons el calendari julià)
- Se celebren els corresponents al 6 de març del calendari gregorià.

#### Església Ortodoxa (segons el calendari gregorià)
Corresponen als sants del 9 de febrer del calendari julià.
- Sants: Marcel de Sicília, Filagri de Xipre i Pancraci de Taormina, màrtirs (s. I); Apol·loni d'Alexandria, màrtir (249); Nicèfor d'Antioquia, màrtir (257); Romà el Taumaturg de Cilícia (s. V); Pere de Damasc, bisbe màrtir (715); Pancraci de les Coves de Kíev, monjo (segle xiii); Genadi (1516) i Nicèfor (1557) de Vazheozersk, monjos; Innocenci d'Irkutsk, bisbe (1731); Maria d'Olonets, eremita (ca. 1860); Vasilij, prevere màrtir (1930); Vladímir (1930), prevere màrtir; Piotr, metropolità de Kruticij, màrtir (1937); Ivan, prevere màrtir (1938); Dmitrij Klepinin, prevere màrtir (1944).

#### Esglésies luteranes
- Bartholomäus Ziegenbalg, missioner (1719) (Església Evangèlica d'Alemanya)